# العلاقات الفنلندية الكازاخستانية
العلاقات الفنلندية الكازاخستانية هي العلاقات الثنائية التي تجمع بين فنلندا وكازاخستان.

## مقارنة بين البلدين
هذه مقارنة عامة ومرجعية للدولتين:
| وجه المقارنة                                              | فنلندا                                                                               | كازاخستان                      |
| --------------------------------------------------------- | ------------------------------------------------------------------------------------ | ------------------------------ |
| المساحة (كم2)                                             | 338.42 ألف                                                                           | 2.72 مليون                     |
| عدد السكان (نسمة)                                         | 5.52 مليون                                                                           | 17.95 مليون                    |
| الكثافة السكانية (ن./كم²)                                 | 16.31                                                                                | 6.6                            |
| العاصمة                                                   | هلسنكي                                                                               | نور سلطان                      |
| اللغة الرسمية                                             | اللغة الفنلندية، اللغة السويدية                                                      | اللغة القازاقية، اللغة الروسية |
| العملة                                                    | يورو، ماركا فنلندية                                                                  | تينغ كازاخستاني                |
| الناتج المحلي الإجمالي (بليون دولار)                      | 251.88 مليار                                                                         | 159.41 مليار                   |
| الناتج المحلي الإجمالي (تعادل القوة الشرائية) بليون دولار | 231.84 مليار                                                                         | 439.39 مليار                   |
| الناتج المحلي الإجمالي الاسمي للفرد دولار أمريكي          | 42.31 ألف                                                                            | 10.51 ألف                      |
| الناتج المحلي الإجمالي للفرد دولار أمريكي                 | 40.68 ألف                                                                            | 24.23 ألف                      |
| مؤشر التنمية البشرية                                      | 0.883                                                                                | 0.788                          |
| رمز المكالمات الدولي                                      | +358                                                                                 | +7                             |
| رمز الإنترنت                                              | .fi                                                                                  | .kz، .қаз ‏                     |
| المنطقة الزمنية                                           | ت ع م+02:00، ت ع م+03:00، أوروبا/هلسنكي ‏، توقيت شرق أوروبا، توقيت شرق أوروبا الصيفي ‏ | ت ع م+05:00، ت ع م+06:00       |

## منظمات دولية مشتركة
يشترك البلدان في عضوية مجموعة من المنظمات الدولية، منها:
| علم المنظمة | اسم المنظمة                               | تاريخ انضمام فنلندا | تاريخ انضمام كازاخستان |
| ----------- | ----------------------------------------- | ------------------- | ---------------------- |
|             | الاتحاد البريدي العالمي                   | ?                   | ?                      |
|             | بنك التنمية الآسيوي                       | 1966                | 1994                   |
|             | يونسكو                                    | 10 أكتوبر 1956      | 22 مايو 1992           |
|             | البنك الدولي للإنشاء والتعمير             | 14 يناير 1948       | 23 يوليو 1992          |
|             | وكالة ضمان الاستثمار متعدد الأطراف        | 28 ديسمبر 1988      | 12 أغسطس 1993          |
|             | الاتحاد الدولي للاتصالات                  | 1 سبتمبر 1920       | 23 فبراير 1993         |
|             | منظمة الشرطة الجنائية الدولية             | ?                   | ?                      |
|             | مؤسسة التمويل الدولية                     | 20 يوليو 1956       | 30 سبتمبر 1993         |
|             | مجموعة الموردين النوويين                  | ?                   | ?                      |
|             | الأمم المتحدة                             | 14 ديسمبر 1955      | 2 مارس 1992            |
|             | منظمة الأمن والتعاون في أوروبا            | 25 يونيو 1973       | 30 يناير 1992          |
|             | مؤسسة التنمية الدولية                     | 29 ديسمبر 1960      | 23 يوليو 1992          |
|             | الفريق المعني برصد الأرض                  | ?                   | ?                      |
|             | منظمة حظر الأسلحة الكيميائية              | ?                   | ?                      |
|             | المركز الدولي لتسوية المنازعات الاستشارية | 8 فبراير 1969       | 21 أكتوبر 2000         |

## وصلات خارجية
- موقع وزارة الخارجية الفنلندية
- موقع وزارة الخارجية الكازاخستانية